# Сюйчан
Сюйча́н (спрощ.: 许昌; піньїнь: Xǔchāng) — міський округ у китайській провінції Хенань. Назва означає «розквіт у Сюй» та пов'язана з тим, що саме від регіону Сюйсянь за доби Трицарства розпочався розквіт держави Вей.

## Клімат
Місто знаходиться у зоні, котра характеризується вологим субтропічним кліматом. Найтепліший місяць — липень із середньою температурою 27.5 °C (81.5 °F). Найхолодніший місяць — січень, із середньою температурою 1.1 °С (34 °F).
| Клімат Сюйчана          | Клімат Сюйчана | Клімат Сюйчана | Клімат Сюйчана | Клімат Сюйчана | Клімат Сюйчана | Клімат Сюйчана | Клімат Сюйчана | Клімат Сюйчана | Клімат Сюйчана | Клімат Сюйчана | Клімат Сюйчана | Клімат Сюйчана | Клімат Сюйчана |
| Показник                | Січ.           | Лют.           | Бер.           | Квіт.          | Трав.          | Черв.          | Лип.           | Серп.          | Вер.           | Жовт.          | Лист.          | Груд.          | Рік            |
| Середня температура, °C | 1,1            | 3              | 8,5            | 15,2           | 20,9           | 25,9           | 27,5           | 26,5           | 21,3           | 15,9           | 9              | 2,9            | 14,8           |
| Норма опадів, мм        | 10.7           | 15.7           | 27.3           | 57.6           | 52.9           | 68.5           | 162            | 145.8          | 77.7           | 50             | 30.3           | 9.3            | 707.8          |
| Днів з опадами          | 3,5            | 5,1            | 6,8            | 9,3            | 8,1            | 7,9            | 12,6           | 11,1           | 10,8           | 8,9            | 6,5            | 4              | 94,6           |
| Вологість повітря, %    | 59.7           | 62             | 62.1           | 63.4           | 62.4           | 60.9           | 76.1           | 78.5           | 74.9           | 71.6           | 68.5           | 62.3           | 66.9           |
| ----------------------- | -------------- | -------------- | -------------- | -------------- | -------------- | -------------- | -------------- | -------------- | -------------- | -------------- | -------------- | -------------- | -------------- |
| Джерело: Weatherbase    |                |                |                |                |                |                |                |                |                |                |                |                |                |

## Адміністративний поділ
Міський округ поділяється на 2 райони, 2 міста і 2 повіти:
| Карта                                         | Карта    | Карта    | Карта            |
| --------------------------------------------- | -------- | -------- | ---------------- |
| Юйчжоу Сянчен Чанге Цзяньань ① Яньлін ① Вейду |          |          |                  |
| Статус                                        | Назва    | Оригінал | Населення (2020) |
| Міський район                                 | Вейду    | 魏都区   | 597 600          |
| Міський район                                 | Цзяньань | 建安区   | 740 300          |
| Місто                                         | Юйчжоу   | 禹州市   | 1 109 782        |
| Місто                                         | Чанге    | 长葛市   | 710 033          |
| Повіт                                         | Сянчен   | 襄城县   | 674 832          |
| Повіт                                         | Яньлін   | 鄢陵县   | 547 411          |